# Chile en los Juegos Olímpicos de Squaw Valley 1960
Chile estuvo representado en los Juegos Olímpicos de Squaw Valley 1960 por un total de 5 deportistas (masculinos) que compitieron en esquí alpino. El portador de la bandera en la ceremonia de apertura fue el esquiador Vicente Vera.
El equipo olímpico chileno no obtuvo alguna medalla en estos Juegos.

## Esquí alpino
Masculino
| Atleta           | Evento          | 1ª manga           | 2ª manga      | Total     | Total     |
| Atleta           | Evento          | Tiempo             | Tiempo        | Tiempo    | Posición  |
| ---------------- | --------------- | ------------------ | ------------- | --------- | --------- |
| Hernán Boher     | Descenso        | —                  | —             | 2:26,7    | 38        |
| Hernán Boher     | Eslalon         | 1:24,2             | 1:22,9        | 2:47,1    | 28        |
| Hernán Boher     | Eslalon gigante | —                  | —             | 2:28,5    | 56        |
| Francisco Cortés | Descenso        | —                  | —             | 2:20,8    | 31        |
| Francisco Cortés | Eslalon         | Tiempo desconocido | Descalificado | No avanzó | No avanzó |
| Francisco Cortés | Eslalon gigante | —                  | —             | 2:14,3    | 46        |
| Víctor Tagle     | Descenso        | —                  | —             | 2:26,9    | 39        |
| Víctor Tagle     | Eslalon         | Descalificado      | No avanzó     | No avanzó | No avanzó |
| Mario Vera       | Eslalon gigante | —                  | —             | 2:06,8    | 36        |
| Vicente Vera     | Descenso        | —                  | —             | 2:24,5    | 32        |
| Vicente Vera     | Eslalon         | 1:20,4             | Descalificado | No avanzó | No avanzó |
| Vicente Vera     | Eslalon gigante | —                  | —             | 2:07,7    | 38        |